# 基斯塔岩
69°44′S 74°24′E / 69.733°S 74.400°E
基斯塔岩，是南極洲的岩石，位於伊利沙伯女皇地，處於卡洛琳米科爾森山以北2公里，根據挪威探險隊拍攝的空中照片繪入地圖，現時由南極條約體系管理。